# 1850.
1850. je šesto desetletje v 19. stoletju med letoma 1850 in 1859. 